# Breeny More
Breeny More (auch Breeney More oder Brinney More) ist ein Steinkreis mit vier benachbarten Boulder Burials, südöstlich von Kealkill, östlich von Ballylickey im Townland Breeny More (irisch Na Bruíne Móra, „die großen Feenhhäuser“) bei Bantry im County Cork in Irland. Der Steinkreis ist ein Nationaldenkmal.

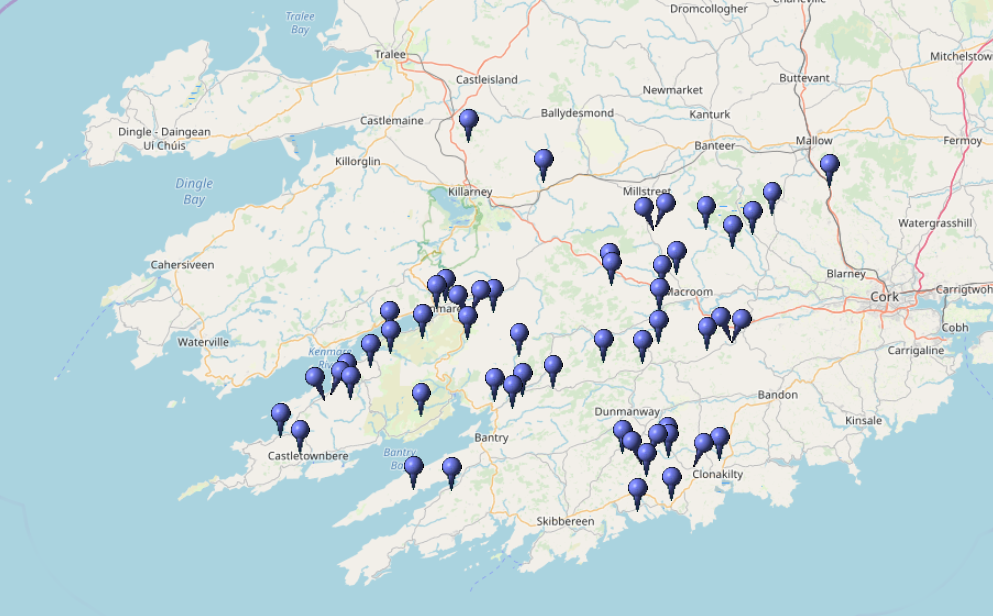
Axiale Steinkreise (ASC)

Der Südost-Nordwest orientierte Steinkreis der Cork-Kerry-Serie von etwa 14 m Durchmesser hat nur zwei in situ befindliche Portalsteine, der axiale Stein und drei weitere Steine liegen am Boden, die anderen Steine fehlen. Die Portalsteine stehen 1,7 m voneinander entfernt. Der östliche hat eine Höhe von 2,42 m, eine Breite von 1,23 Metern und eine Dicke von etwa 50 Zentimetern. Der westliche ist 1,73 Meter hoch, 1,0 Meter breit und 45 Zentimeter dick. Die oberen Profile der Steine scheinen sich zu ergänzen, da es sich um einen langen Stein handelte, der in zwei Teile zerbrochen wurde. Einer der drei umgestürzten Steine war aufgerichtet etwa 2,0 Meter hoch.
Boulder Burials sind große Felsbrocken, die auf drei kleinen Stützsteinen liegt. Sie werden im Allgemeinen im Südwesten von Irland in Verbindung mit Menhiren und Steinkreisen gefunden. Einige Forscher bestreiten, dass es Grabstätten sind, da keine menschlichen Überreste gefunden wurden. Es wird vermutet, dass Boulder Burials aus der mittleren Bronzezeit (1500 bis 1000 v. Chr.) stammen. 
Der Steinkreis von Kealkill liegt 175 m im Nordosten. 